# Sybil Temtchine
Sybil Temtchine est une actrice américaine née le 7 juin 1970 aux États-Unis.

## Filmographie

### Cinéma
- 1993 : Amongst Friends : Laura's Friend
- 1995 : Nothing to Lose : Joanne Deturo
- 1997 : Lesser Prophets : Pharmacist
- 1998 : Origin of the Species : Kate
- 1998 : Restaurant : Lenore
- 1998 : Show & Tell : Amy
- 1999 : Petites leçons de séduction (Nice Guys Sleep Alone) : Maggie
- 1999 : The Passion of Ayn Rand : Caroline
- 1999 : Freak Talks About Sex : Moira
- 1999 : Sexe attitudes (Body Shots) : Emma Cooper
- 1999 : Floating : Julie
- 2001 : Lip Service : Allison
- 2002 : Allumeuses ! (The Sweetest Thing) : Rebecca
- 2003 : Manhood : Lucky
- 2003 : Piece a' Cake : Audrey
- 2005 : WIthIN : Bailey
- 2006 : Blindfolded : Wifey
- 2008 : Footprints : Our Gal
- 2008 : The Undying : Rachel Braun

### Télévision
- 1999 : New York Police Blues (NYPD Blue) (série TV) : Beth Gilliam
- 2000 : The Chippendales Murder (TV) : Robbie
- 2001 : Jack & Jill (série TV) : Bethany
- 2001 : When Billie Beat Bobby (en) (TV) : Nora Ephron
- 2002 : The Practice : Bobby Donnell et Associés (The Practice) (série TV) : Emily Coyne
- 2002 : Division d'élite (The Division) (série TV) : Carrie Sandstrom
- 2002 : Spy Girls (She Spies) (série TV) : Sara Hills
- 2003 : Miracles (série TV) : Kate Armstrong
- 2005 : Kojak (série TV) : Detective Emily Patterson
- 2006 : Close to Home : Juste Cause (Close to Home) (série TV) : Susan
- 2006 : FBI : Portés disparus (Without a Trace) (série TV) : Lisa Hayes